# 迈克尔·海姆
迈克尔·R·海姆（英語：Michael R. Heim，1944年—）是一位美国作家和教师，曾于藝術中心設計學院和加利福尼亞大學爾灣分校任教。主要作品有《虚拟现实主义》（Virtual Realism，1998）、《从界面到网络空间——虚拟实在的形而上学》（The Metaphysics of Virtual Reality，1993）等。